# Kantonsschule Sargans
Die Kantonsschule Sargans (KSS) ist eine Mittelschule des Kantons St. Gallen und befindet sich in der Gemeinde Sargans. Sie wurde im Jahre 1963 eröffnet und wurde bisher zwei Mal erweitert bzw. renoviert. Eine dritte Erweiterung ist von 2023 bis 2026 geplant. Zurzeit besuchen ca. 700 Schüler das Gymnasium, die Wirtschafts-, die Fachmittel- sowie seit 2017 die Informatikmittelschule. Zusätzlich wird die Interstaatliche Maturitätsschule für Erwachsene (ISME) angeboten. Die Kantonsschule Sargans ist die einzige Mittelschule im Kanton, die alle Ausbildungsgänge anbietet.
Bis die Kantonsschule im Jahre 1963 eröffnet werden konnte, musste die Sarganserländische Talgemeinschaft um den Bau kämpfen. In einer ersten Umfrage über den Bau der Kantonsschule wurde dieser abgelehnt. Bei einer zweiten Umfrage wurde der Bau knapp bewilligt, jedoch wurde die Kantonsschule Sargans nur als Zweigschule definiert. Daher hatte man die Schule abwertend als «Zwitterschule», «Rumpfschule», «Zwergschule» oder «Experimentierschule» bezeichnet. In den Jahren 1969 und 1992 wurde das Gebäude erweitert. Im Jahr 2003 feierte die Schule ihr 40-jähriges Bestehen. Aus der einstigen «Zwergschule» ist ein regionales Bildungs- und Kulturzentrum gewachsen.
2006 bekam die Schule den ersten Schulpreis der Wissenschafts-Olympiade am Swiss Science Olympiad Day.
2013, zur Feier des fünfzigjährigen Jubiläums der Schule, führte der 1992 gegründete CantiChor Mozarts Krönungsmesse sowie die eigens für diesen Anlass von Jürg Hanselmann komponierte Kantate In Sand geschrieben auf.

## Bilder

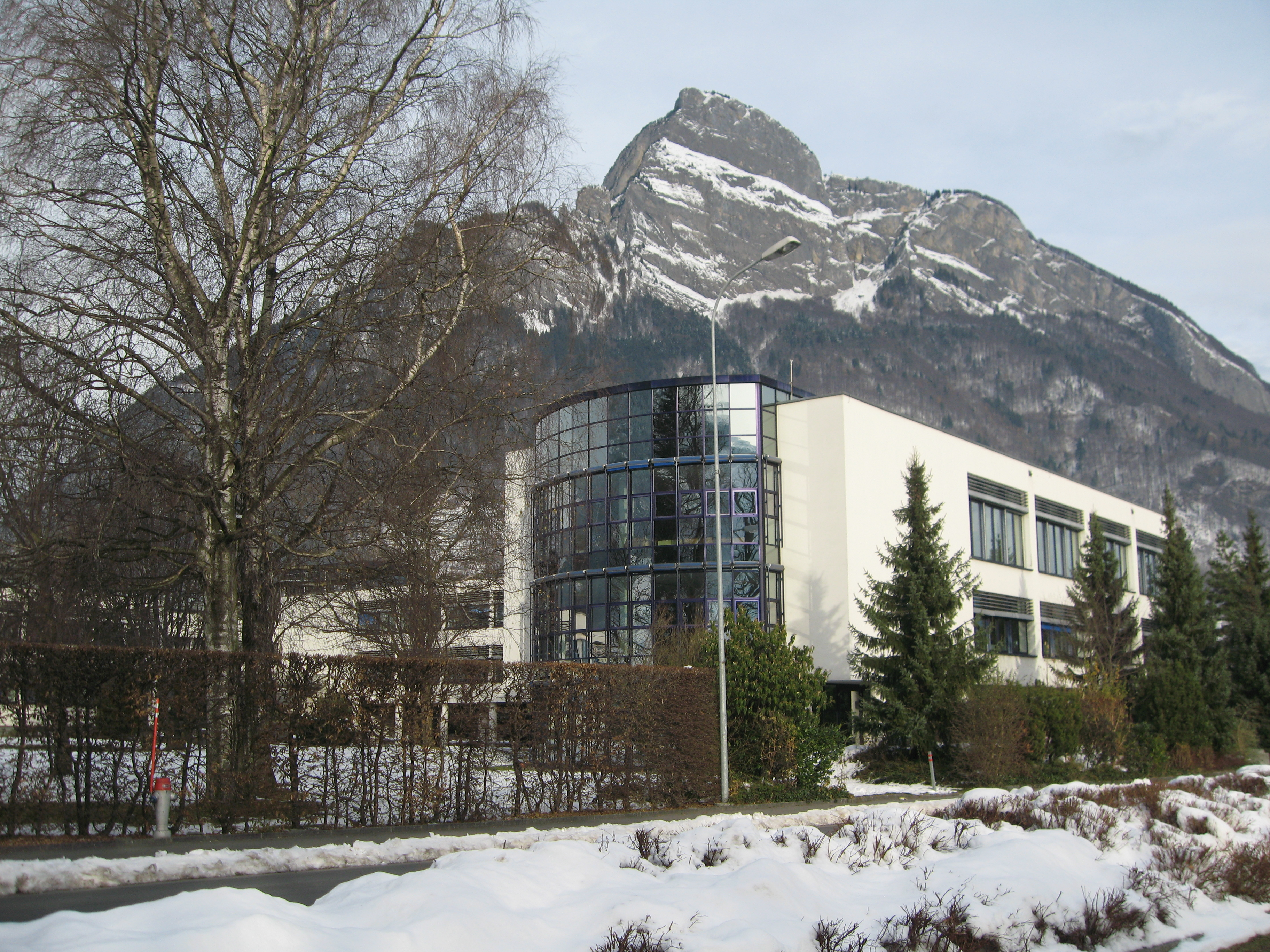
Kantonsschule Sargans
Kantonsschule Sargans
Eingang der Kantonsschule Sargans
Mensa der Kantonsschule Sargans